# Толстое (Шишацкий район)
Толсто́е (укр. Товсте) — село,
Шишацкий поселковый совет,
Шишацкий район,
Полтавская область,
Украина.
Код КОАТУУ — 5325755105. Население по переписи 2001 года составляло 180 человек.

## Географическое положение
Село Толстое находится в 2-х км от правого берега реки Говтва,
в 1-м км от сёл Легейды и Чернышевка.
По селу протекает пересыхающий ручей с запрудой.